# Adel Bougueroua
Adel Bougueroua (sinh ngày 14 tháng 6 năm 1987) là một cầu thủ bóng đá người Algérie thi đấu cho CR Belouizdad ở vị trí tiền đạo.